# Efficienza quantica
L'efficienza quantica è una misura della efficienza di conversione o utilizzazione della luce od altra energia, ed è in generale il rapporto tra l'occorrenza di eventi distinti prodotti in un processo sensibilizzato sulle radiazioni elettromagnetiche ed il numero di quanti assorbiti (è qualificante la precisazione della intensità della radiazione in funzione della frequenza o lunghezza d'onda).
Nell'effetto fotoelettrico, consistente nella emissione di elettroni da parte di una superficie illuminata, e in quello fotoconduttivo, consistente nella variazione di resistenza elettrica presentata da alcuni conduttori quando illuminati per effetto dell'aumento del numero di elettroni di conduzione, l'efficienza quantica è il numero di cariche elettriche rilasciate per ciascun quanto assorbito. Per un tubo fotoelettrico, l'efficienza quantica è definita la media del numero di elettroni emessi dal fotocatodo per fotone incidente di una data lunghezza d'onda.
L'efficienza quantica è una variabile dipendente dalla lunghezza d'onda, dall'angolo d'incidenza e dalla polarizzazione della radiazione incidente. 
Nelle azioni delle radiazioni generalmente comprese nella gamma dall'infrarosso all'ultravioletto, che si esplicano sulle reazioni chimiche quali i processi di sintesi, di decomposizione, di idrolisi, di ossidazione, ecc., l'efficienza quantica è il rapporto tra il numero delle molecole trasformate ed il numero dei quanti di radiazione assorbiti.